# Жолудєва Людмила Сергіївна
Людми́ла Сергі́ївна Жо́лудєва — молодший сержант Збройних сил України, учасниця російсько-української війни, що відзначилася у ході російського вторгнення в Україну в 2022 році.

## Нагороди
- орден княгині Ольги III ступеня (2022) — за особисту мужність і самовіддані дії, виявлені у захисті державного суверенітету та територіальної цілісності України, вірність військовій присязі[1].
- медаль «За самовіддану працю в боротьбі з пандемією» (28.01.2021, № 365)[2].

## Життєпис
Людмила Жолудєва працює медичною сестрою інфекційного відділення військової частини А3120, паралельно виконуючи обов'язки головної медичної сестри Чернігівського військового госпіталю. З перших днів пандемії брала участь у прийомі, обстеженні та лікування хворих на гостру коронавірусну хворобу COVID-19. Безпосередньо працюючи з хворими на COVID-19, перехворіла й сама, але виконувала свої обов'язки дистанційно.